# Quasimodo (dessin animé)
Pour les articles homonymes, voir Quasimodo.
 (décembre 2015).
Si vous disposez d'ouvrages ou d'articles de référence ou si vous connaissez des sites web de qualité traitant du thème abordé ici, merci de compléter l'article en donnant les références utiles à sa vérifiabilité et en les liant à la section « Notes et références ».
Quasimodo (The Magical Adventures of Quasimodo) est une série télévisée d'animation pour la jeunesse, adaptée du roman de Victor Hugo par Pascal Pinteau et Jacques Muller, comme cela figure dans le générique de la série et dans le dépôt à la SACD, en 26 épisodes de 26 minutes, réalisés par Bahram Rohani. 
La série a été produite par Ares Films et co-produite par CinéGroupe, Télé Images, Astral Média (Canada), Hearst Entertainment (États-Unis) et  a reçu le soutien du Centre National de la Cinématographie (CNC). Elle a été diffusée à partir du 17 mai 1996 sur France 3,, et au Québec à partir du 7 septembre 1996 à la Télévision de Radio-Canada.
En France, la série devient la première dans le « Top audience animation » 4-10 ans, selon Source Médiamétrie - Cara TVMI - janvier 1997.

## Synopsis
La série raconte la vie d'un jeune homme à l'allure ingrate, Quasimodo, habitant Notre-Dame de Paris, et de ses deux amis François et Esméralda.

## Voix françaises
- Philippe Bozo : Quasimodo
- Danièle Hazan : Angélica
- Olivier Jankovic : François (voix de remplacement)
- Olivier Hémon : Roi Louis XI, nombreux seconds rôles

## Chaîne
- Royaume-Uni: CBBC
- Canada: Family, Télévision de Radio-Canada
- France: France 3, Canal+, Canal J
- Allemagne: ProSieben (TrickSieben)
- Australie: Seven Network, Fox8
- Irlande: RTÉ2, RTÉjr. RTÉ Player
- Corée du Sud: Tooniverse
- Chine: CCTV-1
- Japon: TV Tokyo
- Pologne: TV4
- Nouvelle-Zélande: TVNZ 2
- Italie: Rai 2